# MPEG-1 Layer II
MPEG-1 Part 3 Layer II, anche chiamato MPEG-1 Audio Layer II o MPEG-1 Audio Layer 2, comunemente abbreviato in MPEG-1 Layer II o MPEG-1 Layer 2, sigla MP2, in origine MUSICAM (acronimo dell'inglese Masking-pattern Universal Sub-band Integrated Coding And Multiplexing), è uno standard di audio digitale del Moving Picture Experts Group, in particolare un codec audio con perdita.
L'MPEG-1 Layer II è un'estensione dell'MPEG-1 Layer I quindi un decoder MPEG-1 Layer II oltre che decodificare l'MPEG-1 Layer II è in grado di decodificare anche l'MPEG-1 Layer I. Non è però un'estensione retrocompatibile quindi un decoder MPEG-1 Layer I non è in grado di decodificare l'MPEG-1 Layer II.

## Ambiti di utilizzo
L'MPEG-1 Layer II è utilizzato in vari ambiti. Di seguito sono riportati gli ambiti di utilizzo e gli standard che ne fanno uso:
- televisione digitale: DVB-T, DVB-C, DVB-S e DVB-S2;
- radio digitale: DAB;
- supporti di videoregistrazione: Video CD, Super Video CD, China Video Disc, DVD-Video e DualDisc.

## Caratteristiche principali
- Compressione dati con perdita.
- Frequenze di campionamento ammesse: 32, 44,1 e 48 kHz.
- Bitrate ammessi: 32, 48, 56, 64, 80, 96, 112, 128, 160, 192, 224, 256, 320 e 384 kb/s.
- Numero massimo di canali audio discreti: 2.
- Modalità audio supportate: monofonia, stereofonia, Dolby Surround e Dolby Pro Logic II.

## Estensioni dello standard
Lo standard MPEG-1 Layer II ha 3 estensioni, 1 retrocompatibile e 2 non retrocompatibili.

### Estensioni retrocompatibili
Estensione retrocompatibile dell'MPEG-1 Layer II è:
- MPEG-2 Layer II

Un decoder (quindi un qualsiasi lettore, hardware o software che sia) MPEG-2 Layer II è quindi in grado di decodificare l'MPEG-1 Layer II, ma anche un decoder MPEG-1 Layer II è in grado di decodificare l'MPEG-2 Layer II.

### Estensioni non retrocompatibili
Estensioni non retrocompatibili dell'MPEG-1 Layer II sono:
- MPEG-1 Layer III
- MPEG-2 Layer III

Un decoder (quindi un qualsiasi lettore, hardware o software che sia) MPEG-1 Layer III o MPEG-2 Layer III è quindi in grado di decodificare l'MPEG-1 Layer II, mentre invece un decoder MPEG-1 Layer II non è in grado di decodificare l'MPEG-1 Layer III e l'MPEG-2 Layer III.